# Аспидка
«А́спидка», или «А́спидно-си́ний дирижа́бль» — филателистическое название редкой авиапочтовой марки СССР из серии «Дирижаблестроение в СССР», выпущенной в мае 1931 года  (ЦФА [АО «Марка»] #378; Sc #C23a).

## Описание и редкость
На марке изображён дирижабль над земным шаром. Номинал 50 копеек. Создатель миниатюры — художник Василий Завьялов.
Марка проектировалась к изданию в тёмно-коричневом цвете  (ЦФА [АО «Марка»] #376; Sc #C23). Однако при изготовлении небольшая часть тиража, в количестве 3 тысяч штук, была отпечатана чёрно-синей (аспидной) краской. Это одна из редких советских почтовых марок.
Ещё более редка эта же марка в беззубцовом варианте. Её тираж 24 штуки, то есть это один лист, случайно оказавшийся неперфорированным. Марка описана в специальном каталоге авиапочты «Санабрия» (англ. Sanabria's Air Post Catalogue, США), изданном в 1966 году; стоимость марки оценивалась тогда в 350 долларов. Советским коллекционерам были известны три экземпляра.

## История

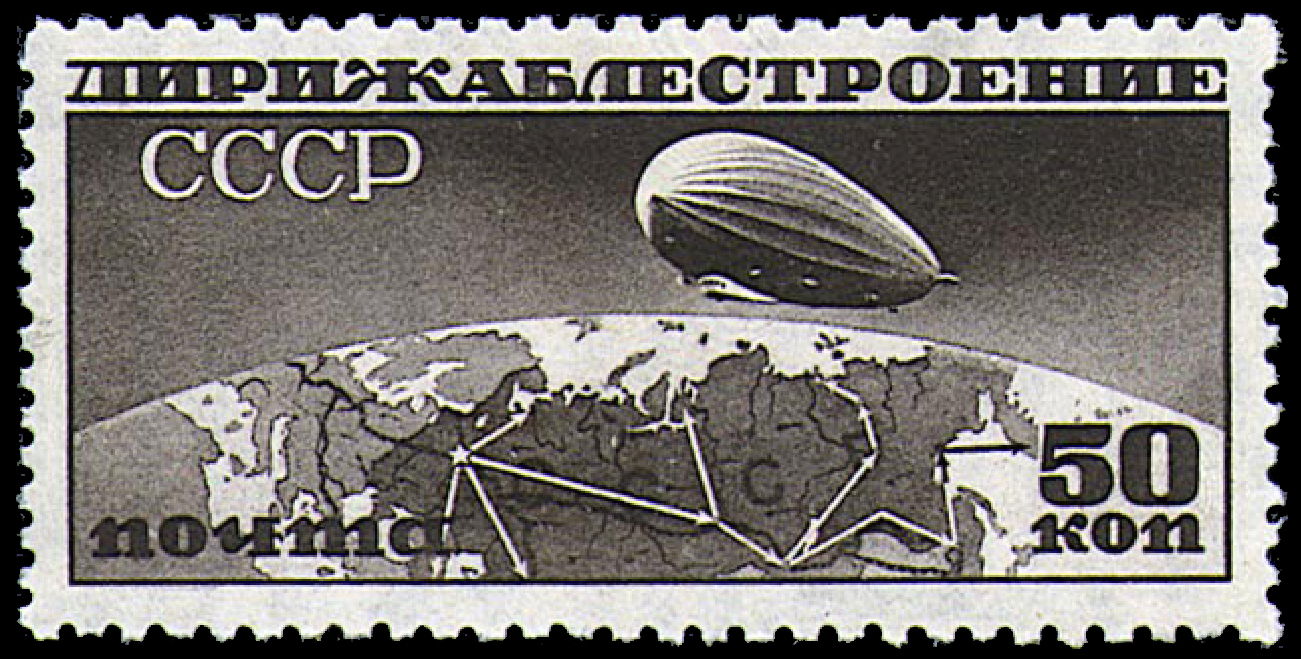
Разновидность нормального цвета

Серия марок «Дирижаблестроение» появилась в то время, когда внимание советского правительства и общественности было устремлено на развитие этого вида воздухоплавания в связи с первым прилётом в СССР немецкого дирижабля «Граф Цеппелин» в сентябре 1930 года.
В 1931 году журнал «Советский коллекционер» написал по поводу выпуска 50-копеечной марки этой серии:
Марка в 50 коп. фиксирует роль дирижабля в исследовании малоизвестных областей земного шара. Воздушный корабль пролетает над Северным полюсом, который за последние годы приковал к себе внимание всего мира, особенно после катастрофы дирижабля «Италия» и незабываемых подвигов «Красина»…